# Mahasarakham Province Stadium
Das Mahasarakham Province Stadium (Thai สนามกีฬากลางมหาสารคาม) ist ein Mehrzweckstadion in Mahasarakham in der Provinz Mahasarakham, Thailand. Es wird derzeit hauptsächlich für Fußballspiele genutzt und ist das Heimstadion vom thailändischen Viertligisten Mahasarakham FC. Falls Jumpasri United 2020 nach der Sperre wieder am Spielgeschehen der Liga teilnimmt, soll es ebenfalls als dessen Heimstadion genutzt werden. Das Stadion hat eine Kapazität von 3000 Personen. Eigentümer und Betreiber des Stadions ist die Mahasarakham Provincial Administration Organization.

## Nutzer des Stadions
| Verein          | Zeitraum der Nutzung |
| --------------- | -------------------- |
| Mahasarakham FC | 2015 bis heute       |